# Хотово
Хо́тово (болг. Хотово) — село в Благоєвградській області Болгарії. Входить до складу общини Санданський.

## Населення
За даними перепису населення 2011 року у селі проживали 99 осіб, з них 97 осіб (99,0%) — болгари.
Розподіл населення за віком у 2011 році:
Динаміка населення: